# Галецкий, Иван Владиславович
Галецкий Иван Владиславович (18 [30] июня 1874, г. Кирсанов Тамбовской губернии — 1926,Москва) — депутат Государственной думы Российской империи I созыва от Архангельской губернии. Мещанин, частный поверенный. Редактор и издатель газеты «Северный листок».

## Биография
Родился в семье лесничего. В 1891 году окончил с золотой медалью Пензенскую 1-ю гимназию.
Учился в Петербургской военно-медицинской академии, но не окончил её, так как в 1894 году по делу «народовольца» М. С. Александрова был выслан под полицейский надзор в Пензу, откуда направлен на Север.
Ссылку отбывал в Архангельске с мая 1896 по январь 1899. Работал в управлении строительства Архангельско-Вологодской железной дороги. Участвовал в научных экспедициях по Северной Двине (июнь-июль 1897) и на Соловки (июль 1898). Будучи в ссылке, начал изучать право.
После окончания ссылки (январь 1899) переехал в Пензу, где начал занимался адвокатской практикой. В 1901 году добровольно вернулся в Архангельск, где организовал коллегию адвокатов для оказания юридической помощи неимущим. Являлся частным поверенным при окружном суде. После Манифеста 17 октября 1905 года начал издавать газету «Северный листок». В том же году был избран председателем губернского комитета Партии народной свободы, но к 1906 году вышел из состава этой партии.
В 1906 году избран в Государственную думу Российской империи I созыва, где примкнул к Трудовой группе.
В Думе выступал достаточно активно. Его выступления касались вопросов амнистии политических заключённых, отмены смертной казни, автономии Польши, свободы личности, независимости суда.
После роспуска Думы И. В. Галецкий был отстранён от редактирования газеты «Северный листок» за публикацию материалов о третьем съезде Шенкурского отдела Всероссийского крестьянского союза. Был приговорён к трём месяцам тюрьмы за участие в подписании Выборгского воззвания и заключён в Архангельский тюремный замок.
В августе 1906 года был избран председателем «Общества взаимного вспомоществования учившим и учащим в народных училищах Архангельской губернии». Участвовал в создании в Архангельске «Лиги образования». Продолжал заниматься адвокатской практикой в созданном им юридическом бюро. До 1916 года состоял в правлении «Общества изучения Русского Севера». В 1916 году переехал в Москву, где работал присяжным поверенным. 
Скончался и похоронен в Москве  в 1926 году .